# Hasábgráf
A matematika, azon belül a gráfelmélet területén egy hasábgráf vagy prizmagráf (prism graph) olyan gráf, melynek vázát egy hasáb alkotja.

## Példák
A család egyes gráfjai a kiindulásul szolgáló testről kapják nevüket:
- Háromszög alapú hasábgráf – 6 csúcs, 9 él
- Kockagráf – 8 csúcs, 12 él
- Ötszög alapú hasábgráf – 10 csúcs, 15 él
- Hatszög alapú hasábgráf – 12 csúcs, 18 él
- Hétszög alapú hasábgráf – 14 csúcs, 21 él
- Nyolcszög alapú hasábgráf – 16 csúcs, 24 él

| Y3 = GP(3,1) | Y4 = Q3 = GP(4,1) | Y5 = GP(5,1) | Y6 = GP(6,1) | Y7 = GP(7,1) | Y8 = GP(8,1) |

Bár mértani értelemben a csillagsokszögek prizma jellegű (önmagukat metsző, nem konvex) testek egy másik sorozatát képezik, ezen csillaghasábok gráfjai a hasábgráfokkal izomorfak, nem alkotnak külön gráfsorozatot.

## Konstrukció
A hasábgráfok az általánosított Petersen-gráfok közé tartoznak, paramétereik GP(n,1) alakban írhatók fel. Előállíthatók körgráf egyetlen éllel történő Descartes-szorzataként is.
Ahogy az a csúcstranzitív gráfok között gyakori, a prizmagráfok és előállíthatók Cayley-gráfokként. Az n rendű diédercsoport a sík szabályos n-szöge szimmetriáinak csoportja; az n-szögön forgatásokkal és tükrözésekkel hat. Két elem, a 2π/n-nel való forgatás és egyetlen tükrözés segítségével generálható, és az ezzel a generátorhalmazzal előálló Cayley-gráf éppen a prizmagráf. Absztraktan kezelve a csoport prezentációja {\displaystyle \langle r,f\mid r^{n},f^{2},(rf)^{2}\rangle } (ahol r a forgatás – rotáció –, f pedig a tükrözés – flip), a Cayley-gráfnak pedig r és f (illetve r, r−1 és f) a generátorai.
Páratlan n-ekre az n-szögű hasábgráfok előállíthatók {\displaystyle C_{2n}^{2,n}} cirkuláns gráfként. Ez a konstrukció azonban páros n-ekre nem működik.

## Tulajdonságok
Egy n-szögű hasáb gráfja 2n csúccsal és 3n éllel rendelkezik. Reguláris, azon belül 3-reguláris gráfok. edges. Mivel léteznek tetszőleges csúcsot bármely más csúcsba átvivő szimmetriáik, a prizmagráfok csúcstranzitívak.
Mint minden poliédergráf, 3-összefüggő síkbarajzolható gráfok. Minden hasábgráfnak van Hamilton-köre.
A kétszeresen összefüggő 3-reguláris gráfok közt (konstans faktoron belül) a prizmagráfoknak van a legtöbb lehetséges 1-faktora. Az 1-faktor a gráf élhalmazának három teljes párosításba való particionálása, vagy ami ezzel ekvivalens, három színnel történő élszínezése. Minden kétszeresen összefüggő n-csúcsú 3-reguláris gráfnak O(2n/2) 1-faktora van, a prizmagráfoknak pedig Ω(2n/2).
Az n-csúcsú prizmagráf feszítőfáinak számát a következő képlet adja meg:
{\displaystyle {\frac {n}{2}}{\bigl (}(2+{\sqrt {3}})^{n}+(2-{\sqrt {3}})^{n}-2){\bigr .}}
n = 3, 4, 5-re ezek a számok
75, 384, 1805, 8100, 35287, 150528, ... (A006235 sorozat az OEIS-ben).
Az n-csúcsú prizmagráfok páros n esetében parciális kockák. A 3-reguláris parciális kockák kevés ismert végtelen családjának egyikét alkotják, és (négy sporadikus példa kivételével) kizárólag ezek a csúcstranzitív 3-reguláris parciális kockák.
Az ötszög alapú prizmagráf a három favastagságú gráfok tiltott minorainak egyike. A háromszögű prizmagráf és a kockagráf favastagsága pontosan három, az összes nagyobb hasábgráf favastagsága négy.

## Kapcsolódó gráfok
A szabályos sokszög alapú testekből hasonlóan képzett végtelen poliédergráf-sorozatok közé tartoznak az antiprizmagráfok (antiprizmák gráfjai) és a kerékgráfok (gúlák gráfjai). A csúcstranzitív poliédergráfok közé tartoznak az arkhimédészi testek gráfjai.
Ha egy hasábgráf két körét megszakítjuk az ugyanazon pozícióban lévő egy-egy él eltávolításával, létragráfot kapunk. Ha a két törölt élt felcseréljük két keresztbe kötött éllel, Möbius-létra jön létre.
Megfordítva, a létragráf négy 2 fokszámú csúcsát egyenesen összekötve, avagy egy n≥3 hosszúságú kör és egy él Descartes-szorzatával körkörös létragráf (circular ladder graph), CLn áll elő. Ez megegyezik a hasábgráffal. Szimbolikusan: CLn = Cn × P1.

## Fordítás
- Ez a szócikk részben vagy egészben a Prism graph című angol Wikipédia-szócikk ezen változatának fordításán alapul.  Az eredeti cikk szerkesztőit annak laptörténete sorolja fel. Ez a jelzés csupán a megfogalmazás eredetét és a szerzői jogokat jelzi, nem szolgál a cikkben szereplő információk forrásmegjelöléseként.